# Seboruco (município)
Seboruco é um município da Venezuela localizado no estado de Táchira.
A capital do município é a cidade de Seboruco.